# تشی‌آروارگان
تشی‌آروارگان (نام علمی: Hystricognathi) نام یک فروراسته از راسته جوندگان است.